# ألفرد إتش كونراد
ألفرد إتش كونراد (بالإنجليزية: Alfred Haskell Conrad)‏ هو اقتصادي أمريكي، ولد في 2 يناير 1924 في بروكلين في الولايات المتحدة، وتوفي في 18 أكتوبر 1970 في بيتشام في الولايات المتحدة.